# Konstytucja Portugalii

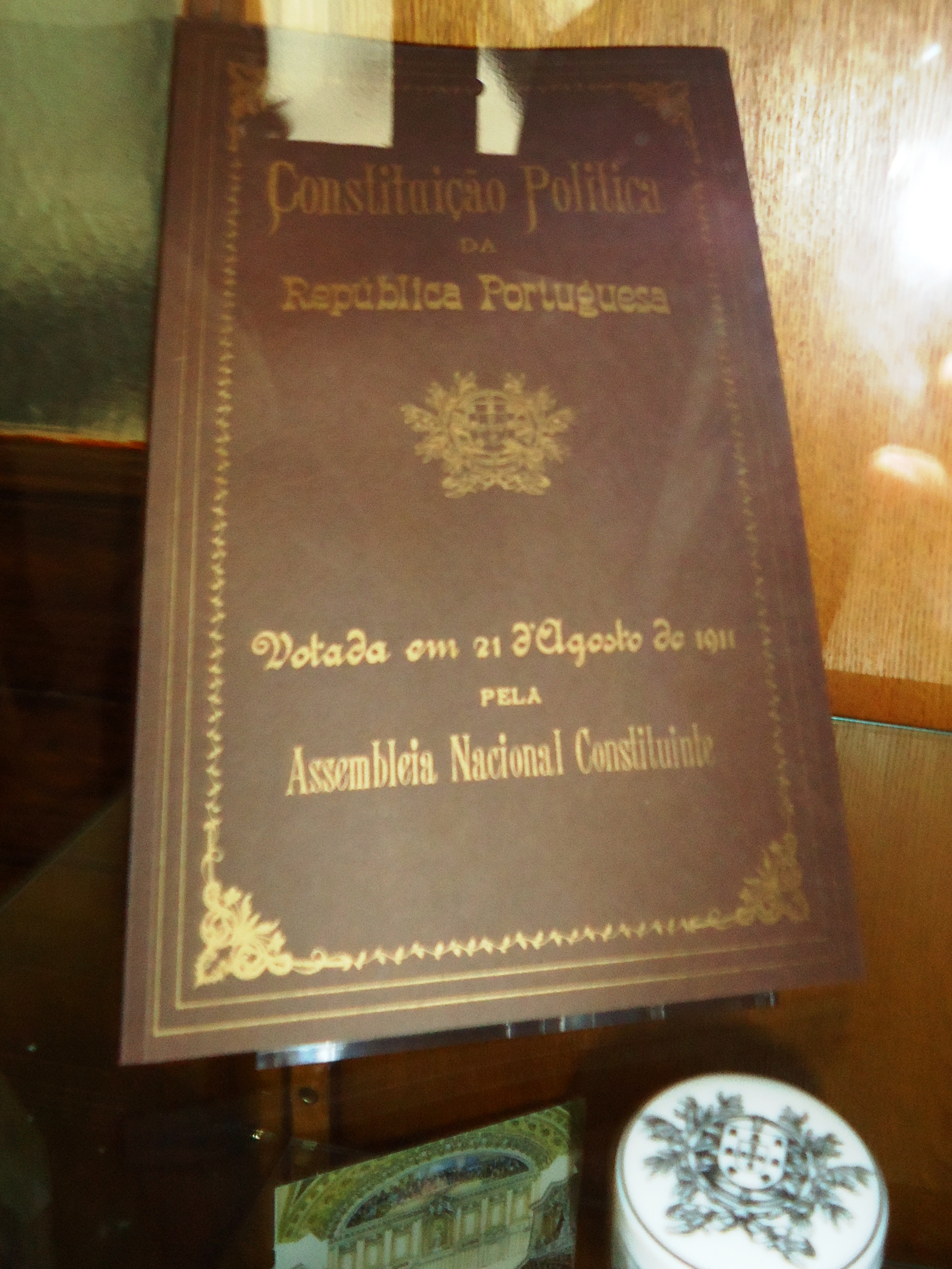
Konstytucja Portugalii

Konstytucja Portugalii – ustawa zasadnicza Portugalii, posiadający najwyższą moc prawną w systemie źródeł prawa w państwie. Została uchwalona w 1976 roku (wielokrotnie nowelizowana).